# Bee Gees Best
Az Bee Gees Best című lemez a Bee Gees dalainak válogatáslemeze. Eredetileg Németországban jelent meg.

## Az album dalai
1. Lonely Days (Barry, Robin és Maurice Gibb) – 3:48
2. Bury Me Down By The River (Barry Gibb, Maurice Gibb) – 3:25
3. New York Mining Disaster 1941 (Barry és Robin Gibb) – 2:14
4. Saved By The Bell (Robin Gibb) – 3:06
5. Spicks And Specks (Barry Gibb) – 2:50
6. World (Barry, Robin és Maurice Gibb) – 3:14
7. I.O.I.O (Barry Gibb, Maurice Gibb) – 2:53
8. Morning of My Life (In The Morning) (Barry Gibb) – 3:53
9. I'll Kiss Your Memory – (Barry Gibb) – 4:26
10. August, October (Robin Gibb) – 2:35
11. Portrait of Louise (Barry Gibb) – 2:35
12. Words (Barry, Robin és Maurice Gibb) – 3:18
13. Don't Forget To Remember (Barry és Maurice Gibb) – 3:28
14. Craise Finton Kirk (Barry és Robin Gibb) – 2:20
15. Railroad (Maurice Gibb, Lauwrie) – 3:38
16. Every Christian Lion Hearted Man (Barry, Robin és Maurice Gibb) – 3:41
17. Daydream (Sebastian) – 2:22
18. To Love Somebody (Barry és Robin Gibb) – 3:04
19. Massachusetts (Barry, Robin és Maurice Gibb) – 2:28
20. Man For All Seasons (Barry, Robin és Maurice Gibb) – 2:58
21. One Million Years (Robin Gibb) – 4:10
22. Kitty Can (Barry, Robin és Maurice Gibb) – 2:39
23. Red Chair Fade Away (Barry és Robin Gibb) – 2:21
24. I Can't See Nobody  (Barry és Robin Gibb) – 3:48

## Közreműködők
- Bee Gees